# Daphnia hyalina
Daphnia hyalina är en kräftdjursart. Daphnia hyalina ingår i släktet Daphnia och familjen Daphniidae. Det är osäkert om arten förekommer i Sverige. Inga underarter finns listade i Catalogue of Life.